# Arie Taal

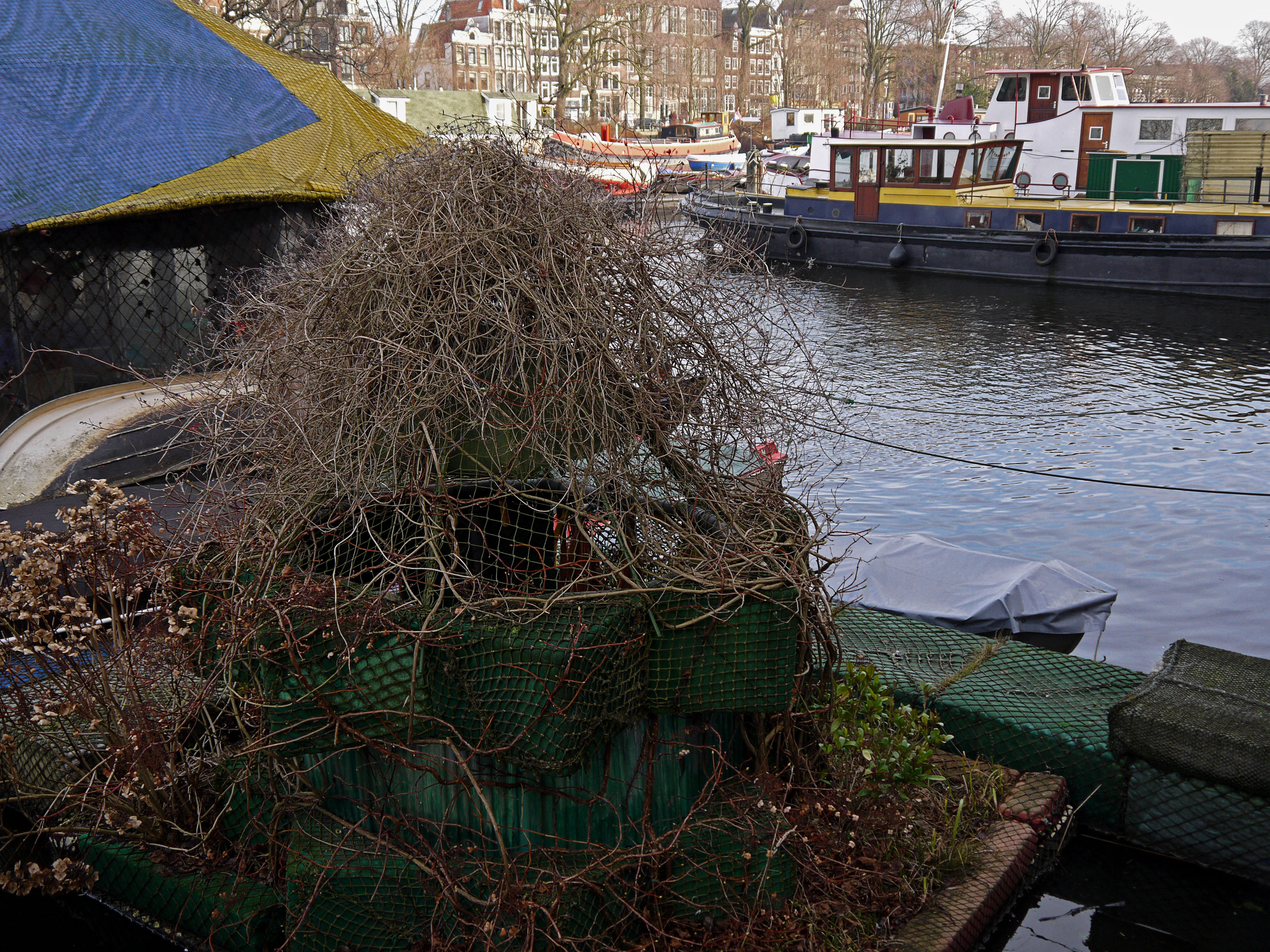
’T Yland van Taal (2014)

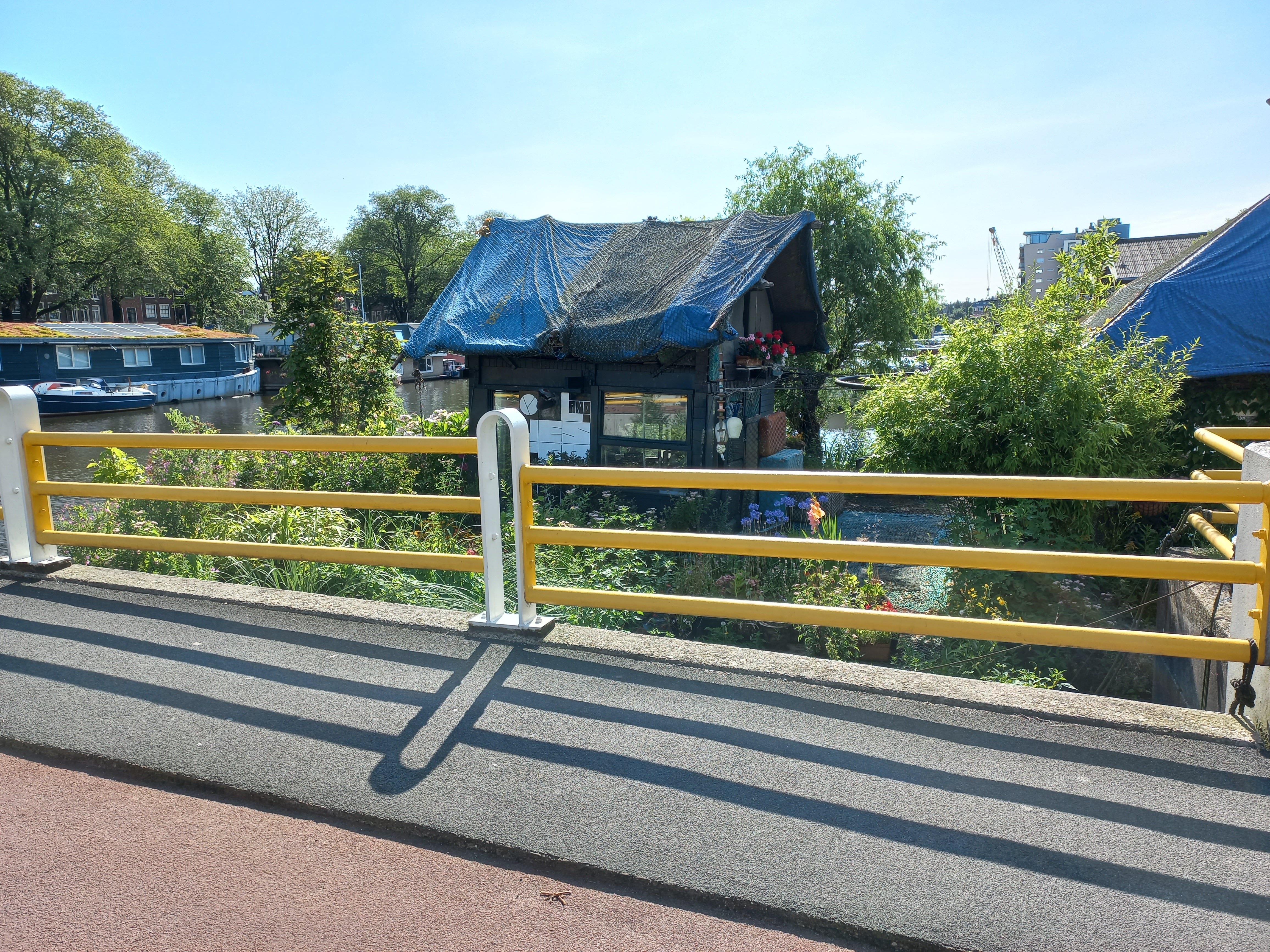
bebouwing op T Yland (juli 2024)

Arie Pieter Herman Taal (Onstwedde, 17 april 1946 – Amsterdam, 4 januari 2024) was een Nederlands kunstenaar, vooral bekend in Amsterdam-Centrum.

## Biografie
Taal was zoon van Jesperina Geertruida Wiechers en drs. Michiel Anne Taal, die hem tussen 17 en 23 april 1946 aangaven bij de burgerlijke stand.  Vader was eerst leraar aan de HBS in Den Haag, later leraar godsdienstonderwijs en Hebreeuws, weer later rector van het Ubbo Emmius Lyceum in Stadskanaal en het Christelijk Lyceum in Alphen aan den RIjn. Hijzelf was tweemaal getrouwd, zijn eerste vrouw overleed in 1991; in 2017 hertrouwde hij met Kerstin Eriksson.
Hij groeide op in Stadskanaal en Alphen aan den Rijn. Na zijn middelbare school aan de Hogere Burgerschool ging Taal, wonend bij een pleeggezin, in de Verenigde Staten studeren aan Minerva in Ohio. Hij stapte in de voetsporen van zijn zus, die ook via American Field Service aldaar had gestudeerd. Hij kon daarna opgelucht de wijde wereld intrekken; ontsnappen aan een bedompt milieu. Hij kwam rond 1965 naar Amsterdam, maar ging ook naar Parijs. In Amsterdam studeerde hij economie. Die studie liep stuk en hij vertrok naar Lausanne om er een hotelschool te volgen. Dat leidde tot een aanstelling in Marokko. Terug in Nederland werd hij ijsverkoper in de Melkweg, verder hopte hij van baan naar baan. Hij had geen interesse in geld en bijbehorende status. Liever verdiepte hij zich in filosofie, literatuur en de toekomst. Hij leefde volgens de principes van hippies, provo's en flower power.
In de jaren vanaf 2014 ontwikkelde zich de ziekte van Parkinson bij hem. Daardoor moest hij zijn woning aan de Hoogte Kadijk verlaten voor het Dr. Sarphatihuis, een verpleegtehuis, alwaar hij overleed op 77-jarige leeftijd. Van daaruit ging op 9 januari 2024 de rouwstoet via T Yland naar Zorgvlied.

## Yland
Wellicht vanuit idealisme en de te verwachten klimaatverandering zag hij meer mensen op drijvende eenheden op het water leven. Hij greep daarbij terug op de Azteken met hun gebouwen in Mexico. Hij richtte er een aparte stichting voor op: Stichting Onderzoek Experimenteel Wonen op het Water (Soewow). Hij koos daarvoor het onverslijtbare piepschuim. Dat materiaal was in de jaren tachtig ruim voorhanden en leverde toen al milieuschade op; het breekt niet af. Hij wist daarbij voldoende piepschuim te verzamelen uit de berg dagelijks afval en maakte daarvan een drijvend eiland met huisjes en tuinen, dat kwam te liggen in de Nieuw Vaart nabij de Pelikaanbrug; het kreeg de naam 'T Yland. Zijn idee om een hele wijk op genoemd materiaal te laten drijven werd nooit werkelijkheid; hij dacht zelf aan (delen van) IJburg.  
Taal was in de stroming collega van Robert Jasper Grootveld, die even verderop de bandenboot ontwierp voor de Wittenburgervaart. In het gebied van de Oostelijke Eilanden liggen van zowel Grootveld en Taal meer drijvende eilanden. Taal werkte aan T Yland in de Nieuw Vaart van 1980 tot 2015. Hij verpakte de kunststofblokken piepschuim in oude steigerdoeken en afgekeurde visnetten. De blokken werden aan elkaar gebonden en er kwamen huisjes van licht materiaal op te staan. Daartoe ongeschikte blokken werden bestrooid met compost, zodat er een bijen- en vlindertuin kon ontstaan (infobord Yland, geraadpleegd juli 2024).  